# Misumessus
Misumessus es un género de arañas araneomorfas de la familia Thomisidae. Fue descrito por el entomólogo americano Nathan Banks.

## Especies
- Misumessus bishopae Edwards, 2017
- Misumessus blackwalli Edwards, 2017
- Misumessus dicaprioi Edwards, 2017
- Misumessus lappi Edwards, 2017
- Misumessus oblongus (Keyserling, 1880)
- Misumessus quinteroi Edwards, 2017
- Misumessus tamiami Edwards, 2017